# Buceragenia
- Commons
- Wikispecies

Buceragenia Greenm., segundo o Sistema APG II, é um gênero botânico da família Acanthaceae.

## Sinonímia
- Pseuderanthemum Radlk.

## Espécies
O gênero apresenta cinco espécies:
- Buceragenia foliaceo-bracteata
- Buceragenia glandulosa
- Buceragenia hirsuta
- Buceragenia minutiflora
- Buceragenia ruellioides
- «Lista das espécies»

## Nome e referências
Buceragenia Greenm., 1897

## Classificação do gênero
| Sistema | Classificação                       | Referência            |
| ------- | ----------------------------------- | --------------------- |
| APG II  | Ordem Lamiales, família Acanthaceae | APweb, versão 9, 2008 |